# 老松町 (臺中市)
老松町，為台灣日治時期台中市之行政區，共分一至九丁目，位於縱貫線之南、敷島町之北，今復興路三段之一部在町內。約略位於現今的台中路與學府路間的復興路兩側，北側以鐵路為界(台中市南區正義段)。

## 町內設施
一丁目
- 台中建築信用購買利用組合

二丁目
- 東洋コンクリート工業株式會社台中出張所

三丁目
- 海南製粉株式會社

四丁目
- 東本願寺台中布教所（本觀寺）
- 專賣局台中支局俱樂部

五丁目
- 老松町警察官吏派出所

六丁目
- 老松町車站（已廢止）